# Albaredo d'Adige
Albaredo d'Adige é uma comuna italiana da região do Vêneto, província de Verona, com cerca de 5.032 habitantes. Estende-se por uma área de 28,22 km², tendo uma densidade populacional de 180 hab/km². Faz fronteira com Belfiore, Bonavigo, Ronco all'Adige, Roverchiara, Veronella.

## Demografia
| Variação demográfica do município entre 1861 e 2011                               |
|                                                                                   |
| Fonte: Istituto Nazionale di Statistica (ISTAT) - Elaboração gráfica da Wikipedia |